# Годишів
Годишів (Годишево, пол. Hodyszewo) , (підляський говір Годишево) — село в Польщі, у гміні Нові Пекути Високомазовецького повіту Підляського воєводства. Населення — 139 осіб (2011).

## Демографія
Вперше згадується в 1529 році. Ще в середині XVI століття в селі здебільшого проживали українці.
Демографічна структура станом на 31 березня 2011 року:
|          | Загалом | Допрацездатний вік | Працездатний вік | Постпрацездатний вік |
| -------- | ------- | ------------------ | ---------------- | -------------------- |
| Чоловіки | 71      | 10                 | 51               | 10                   |
| Жінки    | 68      | 15                 | 31               | 22                   |
| Разом    | 139     | 25                 | 82               | 32                   |

## Релігія
Перші згадки про православну церкву в Годишеві датуються 1562 роком.
- CERKIEW ZAŚNIĘCIA NAJŚWIĘTSZEJ MARII PANNY